# Scrophularia takhtajanii
Scrophularia takhtajanii är en flenörtsväxtart som beskrevs av Gabr.. Scrophularia takhtajanii ingår i släktet flenörter, och familjen flenörtsväxter. Inga underarter finns listade i Catalogue of Life.